# Dorylaimea
Dorylaimea ist eine Klasse der Fadenwürmer mit etwa 5000 Arten. Die Systematik der höheren Taxa der Fadenwürmer ist wissenschaftlich nicht endgültig geklärt. Einige Autoren ordnen sie als Unterklasse zu den Enoplea. Molekulare Analysen weisen sie jedoch als eigenen Zweig der Fadenwürmer aus. Gemeinsames apomorphes Merkmal aller Dorylaimea ist, dass die Mündung der Ösophagusdrüsen hinter dem Nervenring liegt. Auch Merkmale der Spermatogenese und Entwicklung sprechen für eine Trennung von den Enoplea.
Hodda untergliedert die Klasse in drei Unterklassen, drei Überordnungen, acht Ordnungen, 10 Unterordnungen, 17 Überfamilien, 41 Familien, 90 Unterfamilie und 499 Gattungen.
- Unterklasse Dorylaimia
  - Überordnung Dorylaimica
    - Ordnung Dorylaimida
- Unterklasse Bathyodontia
  - Überordnung Mononchica
    - Ordnung Bathyodontida
    - Ordnung Mononchida
    - Ordnung Mermithida
- Unterklasse Trichocephalia
  - Überordnung Trichocephalica
    - Ordnung Trichocephalida
    - Ordnung Marimermithida
    - Ordnung Dioctophymatida
    - Ordnung Muspiceida